# Atripliceae
Atripliceae je tribus štirovki, dio potporodice Chenopodioideae.
Postoji 16 rodova., od kojih su najznačajniji pepeljuga (Atriplex), po kojem je tribus dobio ime i loboda (Chenopodium), po kojem je imenovana potporodica. U Hrvatskoj raste nekoliko vrsta pepeljuga.

## Rodovi
1. Lipandra Moq. (1 sp.)
2. Oxybasis Kar. & Kir. (14 spp.)
3. Chenopodiastrum S. Fuentes, Uotila & Borsch (11 spp.)
4. Microgynoecium Hook. fil. (1 sp.)
5. Proatriplex (W. A. Weber) Stutz & G. L. Chu (1 sp.)
6. Stutzia E. H. Zacharias (3 spp.)
7. Archiatriplex G. L. Chu (1 sp.)
8. Halimione Aellen (3 spp.)
9. Atriplex L. (271 spp.)
10. Extriplex E. H. Zacharias (2 spp.)
11. Exomis Fenzl ex Moq. (2 spp.)
12. Grayia Hook. & Arn. (4 spp.)
13. Micromonolepis Ulbr. (1 sp.)
14. Holmbergia Hicken (1 sp.)
15. Baolia H. W. Kung & G. L. Chu (1 sp.)
16. Chenopodium L. (117 spp.)